# Лоуэлл (лунный кратер)
Кратер Лоуэлл (лат. Lowell), не путать с кратером Лоуэлл на Марсе и кратером Ловелл (лат. Lovell) на Луне, — большой ударный кратер в северо-западной части гор Рук на обратной стороне Луны. Название присвоено в честь американского бизнесмена, востоковеда, дипломата, астронома и математика Персиваля Лоуэлла (1855—1916) и утверждено Международным астрономическим союзом в 1970 г. Образование кратера относится к позднеимбрийскому периоду.

## Описание кратера
Ближайшими соседями кратера являются кратер Грачев на севере-северо-западе; кратер Маундер на востоке; кратер Ильин на юго-востоке и кратер Фрайкселл на юге-юго-востоке. На северо-западе от кратера Лоуэлл находятся горы Кордильеры, на юго-востоке – Море Восточное. Селенографические координаты центра кратера 12°58′ ю. ш. 103°25′ з. д. / 12,97° ю. ш. 103,42° з. д., диаметр 62,7 км, глубина 2,7 км.
Кратер Лоуэлл имеет полигональную форму и практически не разрушен. Вал с четко очерченной острой кромкой, юго-восточная часть вала перкрыта небольшим приметным чашеобразным кратером. Внутренний склон вала террасовидной структуры, западная часть склона значительно шире восточной. Высота вала над окружающей местностью достигает 1260 м, объем кратера составляет приблизительно 3800 км³. Дно чаши сравнительно ровное, в центре чаши расположен массивный центральный пик состоящий из габбро-норито-троктолитового анортозита с содержанием плагиоклаза 85-90 % (GNTA1); габбро-норито-троктолитового анортозита с содержанием плагиоклаза 80-85 % (GNTA2) и анортозитового габбро (AG)..
.

## Сателлитные кратеры

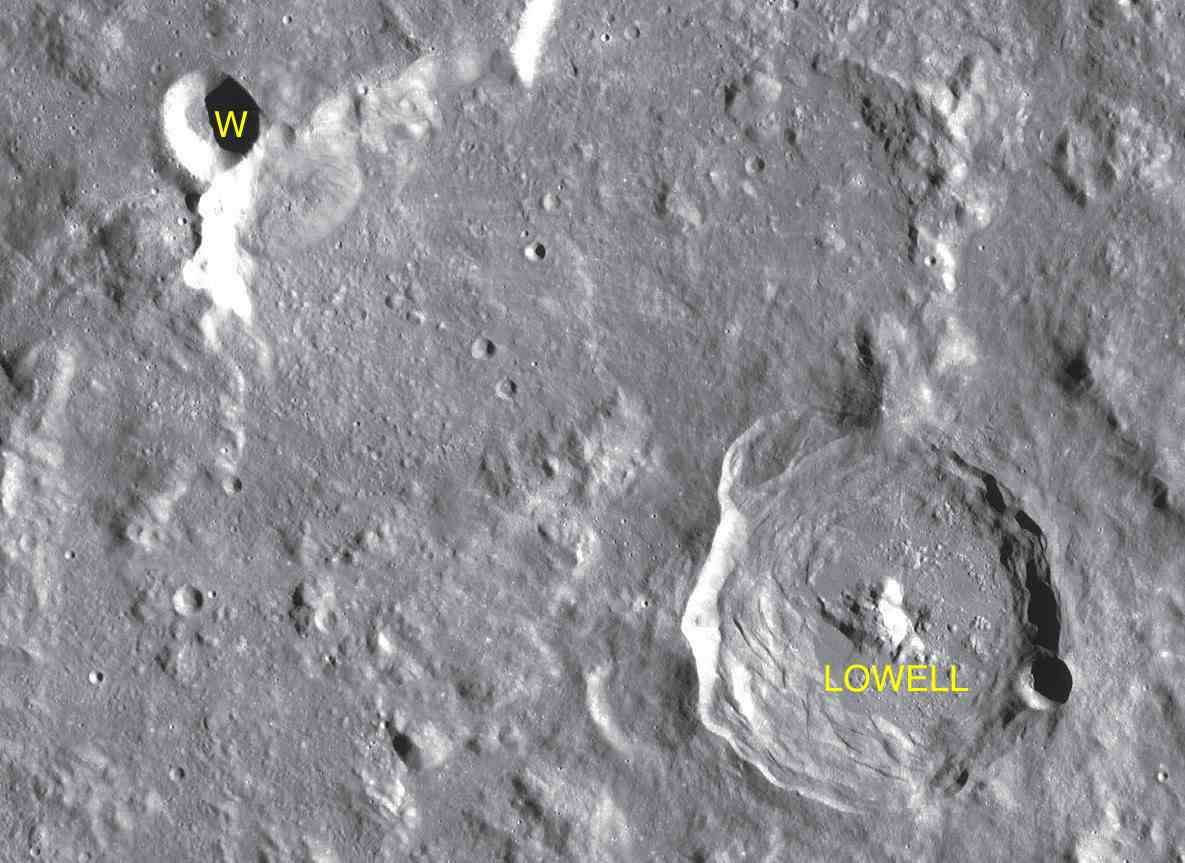
Фрагмент карты LAC-90.

| Лоуэлл | Координаты                                              | Диаметр, км |
| ------ | ------------------------------------------------------- | ----------- |
| W      | 10°10′ ю. ш. 107°13′ з. д. / 10,16° ю. ш. 107,21° з. д. | 18,3        |

## См.также
- Список кратеров на Луне
- Лунный кратер
- Морфологический каталог кратеров Луны
- Планетная номенклатура
- Селенография
- Минералогия Луны
- Геология Луны
- Поздняя тяжёлая бомбардировка